# Jan Niemiec
Jan Niemec (Rzeszów, 14 marzo 1958 – Łańcut, 27 ottobre 2020) è stato un vescovo cattolico polacco.

## Biografia
Jan Niemiec nacque a Rzeszów il 14 marzo 1958. Crebbe a Kozłówek, vicino a Strzyżów.

### Formazione e ministero sacerdotale
Dal 1977 al 1981 studiò pedagogia  presso l'Università Pedagogica di Rzeszów, ottenendo un master. Nel 1980 fu uno dei fondatori dell'Associazione degli studenti indipendenti di questo ateneo. A partire dal 1980 distribuì stampa e pubblicazioni clandestine. Nel maggio del 1981, dopo l'attentato a papa Giovanni Paolo II, organizzò una marcia bianca contro la violenza a Rzeszów. Dal 1981 al 1982 lavorò come insegnante in una scuola elementare di Kozłówek. Sul posto di lavoro, fondò e presiedette un comitato di Solidarność. Dopo l'introduzione della legge marziale, scrisse due lettere di protesta. Il suo appartamento fu perquisito due volte alla ricerca di copie di queste missive. Nel 1982 venne detenuto per 48 ore per aver affisso manifesti di Solidarność. Fu indagato dagli organi di sicurezza dello Stato.
Nel 1982 venne ammesso al seminario teologico maggiore di Przemyśl e iniziò gli studi al secondo anno. Nel 1991 conseguì la laurea in storia della Chiesa presso l'Università Cattolica di Lublino. Nel 1998 ottenne il dottorato di ricerca in storia presso l'Istituto di storia della scienza dell'Accademia polacca delle scienze con una dissertazione intitolata "L'Istituto Scientifico ed educativo dei padri gesuiti a Chyrów nel 1886-1939".
Il 20 dicembre 1986 fu ordinato diacono. Il 24 giugno dell'anno successivo venne ordinato presbitero per la diocesi di Przemyśl da monsignor Ignacy Tokarczuk. Dal 1987 al 1989 prestò servizio come vicario parrocchiale della parrocchia di Nostra Signora Regina di Polonia a Stalowa Wola. All'epoca era parroco Edward Frankowski, vescovo ausiliare di Przemyśl dal 1989 al 1992 e di Sandomierz dal 1992 al 2012. Diresse il ministero degli insegnanti, dei lavoratori e del neocatecumenato e fu anche il custode dello Studium Społecznego, in seguito un ramo dell'Università Cattolica di Lublino. Nell'agosto del 1988, durante uno sciopero alla Huta Stalowa Wola, celebrò messe per i lavoratori in protesta. Dal 1991 al 1992 fu amministratore parrocchiale della parrocchia del Cuore Immacolato della Beata Vergine Maria a Morawsk.
Nel 1992 fu trasferito nella diocesi di Kam"janec'-Podil's'kyj. Fino al 2003 prestò servizio nella parrocchia di Żyszczyniec che contribuì a organizzare. Fu anche prefetto e conferenziere nel seminario teologico maggiore di Horodok. Dal 1999 al 2001 tenne conferenze anche presso il seminario maggiore dell'arcidiocesi di Leopoli. Dal 2001 al 2007 fu rettore del seminario teologico di Horodok. Organizzò e diresse la biblioteca del seminario e fondò l'annuario scientifico Studia Catholica Podoliae della quale fu capo redattore dal 2001 al 2006.

### Ministero episcopale
Il 21 ottobre 2006 papa Benedetto XVI lo nominò vescovo ausiliare di Kam"janec'-Podil's'kyj e titolare di Decoriana. Ricevette l'ordinazione episcopale l'8 dicembre successivo nella cattedrale dei Santi Pietro e Paolo a Kam"janec'-Podil's'kyj dal cardinale Marian Franciszek Jaworski, arcivescovo metropolita di Leopoli, co-consacranti l'arcivescovo Ivan Jurkovič, nunzio apostolico in Ucraina, e il vescovo di Maksymilian Leon Dubrawski. Come motto scelse l'espressione "Ecce Agnus Dei" che significa "Ecco l'Agnello di Dio".
Nel settembre del 2007 compì la visita ad limina.
Nel 2008 fu eletto presidente della commissione per gli affari familiari della Conferenza episcopale dell'Ucraina.
Nel 2011 cedette la casa della sua famiglia a Kozłówek alla Fondazione Troska na Rzeczszechnego Rozwoju Dzieci i Młodzieży.
Nel 2006 ricevette titolo di cittadino onorario del comune e della città di Strzyżów.
Fu insignito della medaglia al merito per Solidarność nel 2008  e del premio "Testimone della storia" dalla filiale di Rzeszów dell'Istituto di memoria nazionale nel 2015.
Morì all'ospedale di Łańcut il 27 ottobre 2020 all'età di 62 anni. Da tempo ammalato di cancro ai polmoni, era stato anche colpito dal COVID-19. Le esequie si tennero il 4 novembre alle ore 11 nella chiesa parrocchiale di San Stanislao a Dobrzechów, un villaggio nel comune di Strzyżów, e furono presiedute da monsignor Maksymilian Leonid Dubrawski, vescovo di Kam"janec'-Podil's'kyj. L'omelia venne pronunciata da monsignor Mieczysław Mokrzycki, arcivescovo di Leopoli. Al termine della celebrazione monsignor Adam Szal, arcivescovo di Przemyśl, presiedette il rito dell'ultima commendatio e della valedictio. È sepolto nella cripta della cattedrale dei Santi Pietro e Paolo a Kam"janec'-Podil's'kyj.

## Genealogia episcopale
La genealogia episcopale è:
- Cardinale Scipione Rebiba
- Cardinale Giulio Antonio Santori
- Cardinale Girolamo Bernerio, O.P.
- Arcivescovo Galeazzo Sanvitale
- Cardinale Ludovico Ludovisi
- Cardinale Luigi Caetani
- Cardinale Ulderico Carpegna
- Cardinale Paluzzo Paluzzi Altieri degli Albertoni
- Papa Benedetto XIII
- Papa Benedetto XIV
- Papa Clemente XIII
- Cardinale Enrico Benedetto Stuart
- Papa Leone XII
- Cardinale Chiarissimo Falconieri Mellini
- Cardinale Camillo Di Pietro
- Cardinale Mieczysław Halka Ledóchowski
- Cardinale Jan Maurycy Paweł Puzyna de Kosielsko
- Arcivescovo Józef Bilczewski
- Arcivescovo Bolesław Twardowski
- Arcivescovo Eugeniusz Baziak
- Papa Giovanni Paolo II
- Cardinale Franciszek Macharski
- Cardinale Marian Franciszek Jaworski
- Vescovo Jan Niemiec